# Nathan Straus

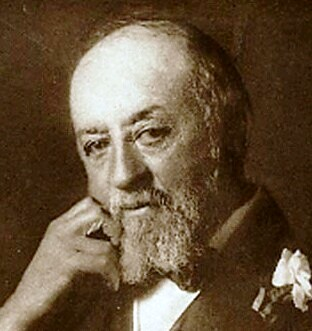
Nathan Straus

Nathan Straus (Otterberg, 31 de enero de 1848 - Nueva York, 11 de enero de 1931) fue un empresario y filántropo estadounidense de origen judeo-alemán.

## Biografía
Era dueño de dos de los más grandes almacenes de Nueva York, R. H. Macy & Company y Abraham & Straus, antes de emplear gran parte de su fortuna en el apoyo a la causa sionista. Entre otras causas, con su propio dinero compró a inicios del siglo XX una casa que se encuentra inmediatamente al lado el Muro de los lamentos para convertirla en asilo de beneficencia para todo aquel que llegaba a Jerusalén para rezar en él. Es el padre de Nathan Straus Jr..